# Qorlortorsuup Tasia

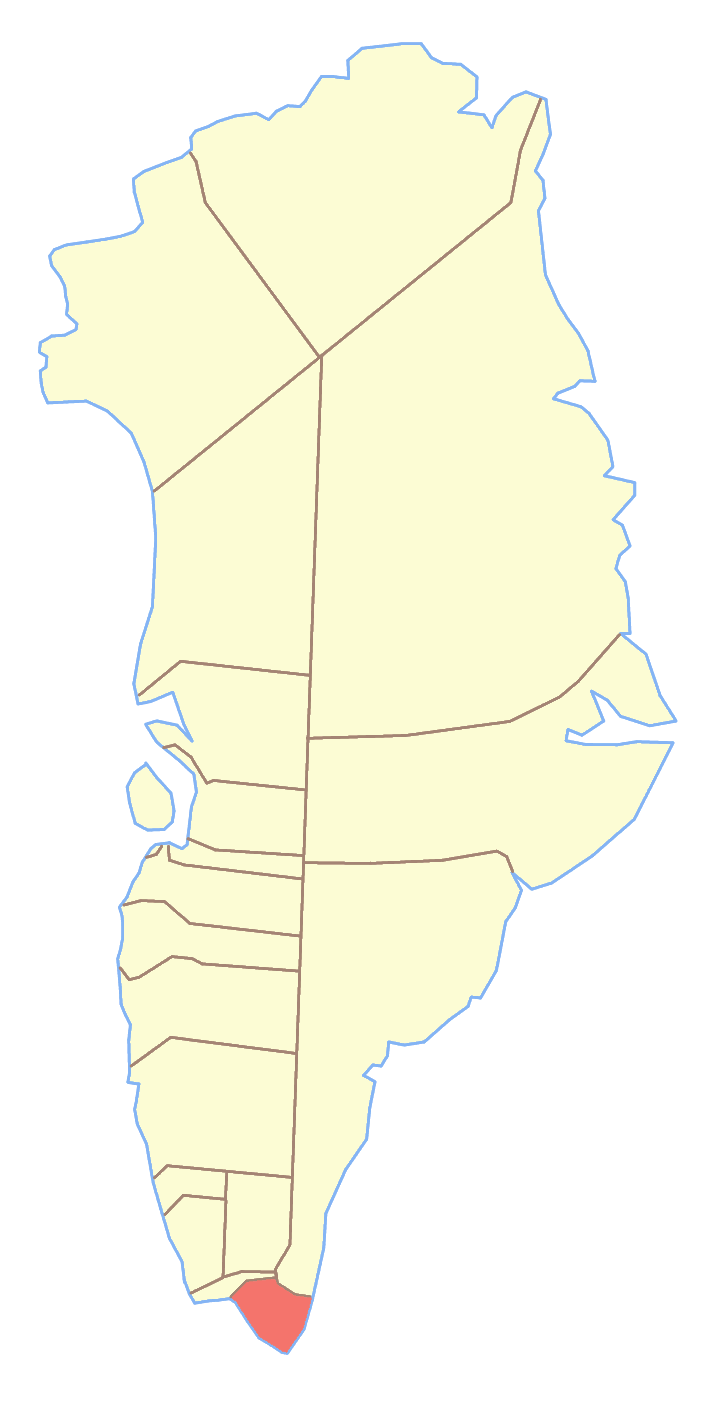
Ex comune di Nanortalik, dove si trovava il Qorlortorsuup Tasia

Il Qorlortorsuup Tasia è un lago della Groenlandia. Si trova presso la costa del Mare del Labrador, 11 km a sud dell'Igaliku Kujalleq, a 60°47'N 45°14'O; appartiene al comune di Kujalleq.